# Wykres funkcji

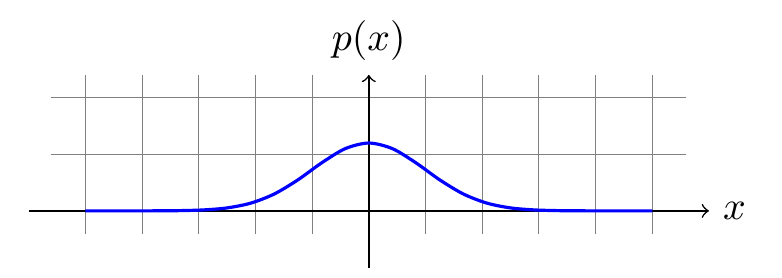
Przykład krzywej Gaussa – wykresu rozkładu normalnego w kartezjańskim układzie współrzędnych. Szara siatka przedstawia pewną własność takich wykresów, opisaną niżej

Teoria grawitacji Newtona opisuje potencjał grawitacyjny jako funkcję rzeczywistą czterech zmiennych rzeczywistych – trzech współrzędnych przestrzennych oraz jednej czasowej. Dla ustalonej chwili i płaszczyzny liczba zmiennych (argumentów) tej funkcji spada do dwóch. Tutaj przedstawiono wykres potencjału grawitacyjnego w pobliżu Ziemi i Księżyca – użyto poziomic, zaznaczonych na czerwono. Są też znane jako linie ekwipotencjalne

Wykres funkcji – dwuznaczne pojęcie matematyczne:
- dla dowolnych zbiorów {\displaystyle X,\ Y} i funkcji między nimi {\displaystyle (f:X\to Y)} jej wykresem nazywa się zbiór par uporządkowanych dany wzorem[2]:

{\displaystyle S_{f}=\left\{{\big (}x,\;f(x){\big )}:x\in X\right\};}
innymi słowy wykres tworzą pary złożone z argumentu i odpowiedniej wartości;
- wykres funkcji to także przedstawienie jej graficznie, prezentując powyższy zbiór lub jego część[3]. Jest to możliwe tylko dla niektórych funkcji, o odpowiedniej dziedzinie i przeciwdziedzinie, m.in. dla przypadków opisanych niżej.

## Sensmnogościowy

### Rzeczywiste argumenty iwartości
W pierwszym wypadku argumenty funkcji i jej wartości mogą być między innymi liczbami rzeczywistymi. W szczególności – jeśli {\displaystyle X,\ Y\subseteq \mathbb {R} ,} to funkcja {\displaystyle f:X\to Y} jest nazywana funkcją rzeczywistą jednej zmiennej rzeczywistej. Jej wykresem są wszystkie punkty postaci {\displaystyle (x,y),} gdzie {\displaystyle x\in X} oraz {\displaystyle y=f(x)\in Y.} Jest to podzbiór płaszczyzny kartezjańskiej, którą da się utożsamić z płaszczyzną euklidesową. Wzajemną odpowiedniość (bijekcję) zapewnia tu dowolny układ współrzędnych kartezjańskich.
Argumenty funkcji i jej wartości mogą też należeć do innych zbiorów, np. wielowymiarowych przestrzeni kartezjańskich. Zbiór wszystkich par {\displaystyle \{(x,y):x\in X,y\in Y\}} oznacza się {\displaystyle X\times Y} i nazywa się iloczynem kartezjańskim. Jeśli {\displaystyle D\subseteq X\times Y\subseteq \mathbb {R} ^{2},} to dowolną funkcję {\displaystyle f:D\to Z} nazywa się funkcją dwóch zmiennych rzeczywistych. Jeśli {\displaystyle Z\subseteq \mathbb {R} ,} to wykresem funkcji rzeczywistej {\displaystyle f} są wtedy wszystkie punkty postaci:
{\displaystyle {\big (}x,\;y,\;f(x,\;y){\big )}\in D\times \mathbb {R} \subseteq \mathbb {R} ^{3}.}
Taka funkcja to inaczej pole skalarne na płaszczyźnie kartezjańskiej lub jej fragmencie. Funkcje tego typu można przedstawiać na co najmniej trzy sposoby – figurami dwu- lub trójwymiarowymi, co pokazują ilustracje obok.
W ogólności, gdy {\displaystyle f:\mathbb {R} ^{n}\to \mathbb {R} ^{m},} {\displaystyle n,m\in \mathbb {N} _{+},} to:
{\displaystyle S_{f}=\left\{{\big (}x,\;f(x){\big )}:x\in \mathbb {R} ^{n}\right\}\subseteq \mathbb {R} ^{n+m}.}

### Przypadek ogólny
Wykresy rozumiane w ten sposób – jako podzbiory odpowiednich iloczynów kartezjańskich – to jednoznaczne relacje dwuczłonowe między dziedziną funkcji a przeciwdziedziną swojej funkcji. Takie pojęcie wykresu pokrywa się z jedną z formalnych definicji samej funkcji – definicją Peana.

## Sensgraficzny

Wykresy przykładowych funkcji rzeczywistycj o dwóch zmiennych rzeczywistych. Są to wykresy w kartezjańskim układzie współrzędnych o trzech wymiarach. Ciągłość tych funkcji sprawia, że ich wykresy są powierzchniamil; te konkretne należą do rodziny nazywanej kwadrykami

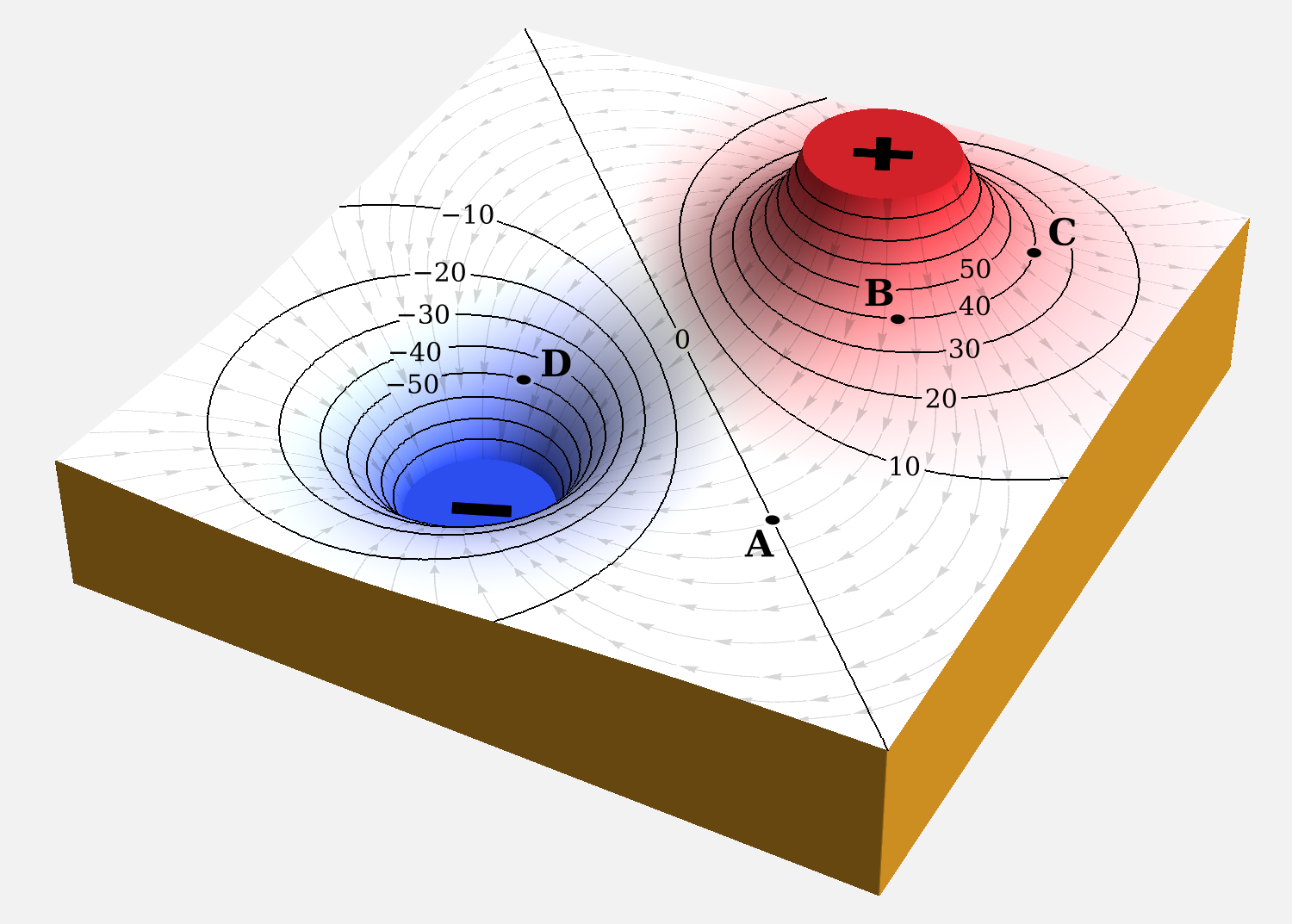
Wykres potencjału elektrycznego dla elektrycznego dipolu. Taki potencjał to inny przykład funkcji rzeczywistej o dwóch zmiennych rzeczywistych Na tym wykresie połączono obie metody prezentacji takich funkcji – jest powierzchnia zawieszona w trójwymiarze, ale są też izolinie

### Informacje ogólne
Jak wspomniano wyżej, wykresy rozumiane graficznie są możliwe tylko dla niektórych funkcji, o odpowiednich dziedzinach i przeciwdziedzinach. Jeśli {\displaystyle f:X\to Y,} to wykres jest możliwy m.in. dla funkcji:
- rzeczywistych jednej zmiennej rzeczywistej: {\displaystyle X,\ Y\subseteq \mathbb {R} ;}
- rzeczywistych dwóch zmiennych rzeczywistych: {\displaystyle X\subseteq \mathbb {R} ^{2},\ Y\subseteq \mathbb {R} ;}
- zespolonych jednej zmiennej rzeczywistej: {\displaystyle X\subseteq \mathbb {R} ,\ Y\subseteq \mathbb {C} ;}
- zespolonych jednej zmiennej zespolonej: {\displaystyle X,\ Y\subseteq \mathbb {C} .}

### Funkcje rzeczywiste jednej zmiennej rzeczywistej
Wykresy takich funkcji najczęściej są przedstawiane w  kartezjańskim układzie współrzędnych. Jednoznaczność funkcji jest związana z pewną własnością geometryczną takiego wykresu. Każda prosta pionowa – tj. równoległa do osi wartości – przecina taki wykres co najwyżej raz. Widać to na jednej z ilustracji – niebieski wykres rozkładu normalnego jest przecinany przez szare, pionowe linie i każda z nich przecina wykres dokładnie raz.
Wykres takiej funkcji nie musi być krzywą – może:
- być układem rozłącznych krzywych – por. wykresy funkcji signum, podłogi i sufitu;
- w ogóle nie zawierać krzywych – por. wykresy funkcji Dirichleta i funkcji Riemanna.

Z takiego wykresu da się odczytać podstawowe własności funkcji:
- dziedzina funkcji – ta część osi argumentów, która jest nad wykresem, pod nim lub się z nim pokrywa; dziedzina funkcji to rzut prostokątny wykresu na oś argumentów;
- miejsca zerowe – przecięcia wykresu z osią argumentów;
- punkty ekstremalne;
- punkty osobliwe;
- monotoniczność;
- okresowość.

### Funkcje rzeczywiste dwóch zmiennych rzeczywistych
Niech dziedzina funkcji będzie obszarem na płaszczyźnie euklidesowej. Jeśli ta funkcja jest ciągła, to jej wykres jest powierzchnią; przykłady podano na ilustracjach. Powierzchnia wykresu może być „zawieszona” nad tym obszarem, pod nim lub go przecinać.